# 柳惔
柳 惔（りゅう たん、462年 - 507年）は、南朝斉から梁にかけての官僚・軍人。字は文通。本貫は河東郡解県。兄は柳悦。弟は柳惲・柳憕・柳忱。

## 経歴
柳世隆（柳元景の弟の柳叔宗の子）の次男として生まれた。学問を好み、文章を得意とし、音律に詳しかった。兄の柳悦とともに「柳氏二龍」と称された。昇明3年（479年）、蕭賾（後の斉の武帝）が中軍大将軍となると、柳惔はその下で参軍に任じられ、主簿に転じた。斉が建国されると、柳惔は尚書三公郎として入朝し、太子中舎人に累進して、巴東王蕭子響の王友となった。蕭子響が荊州に赴任すると、柳惔もつき従って出向した。蕭子響が小人物たちと親しくしていたので、柳惔は禍いが降りかかることを予見して、病と称して建康に帰った。中書侍郎・中護軍長史を歴任し、新安郡太守として出向した、新安郡では治績を挙げることがなかったので、罷免されて帰った。長らくして右軍諮議参軍事となった。
永元元年（499年）4月、西戎校尉・梁南秦二州刺史となった。永元2年（500年）、蕭衍が起兵すると、柳惔も漢中で呼応して起兵した。中興元年（501年）3月、和帝が即位すると、柳惔は益寧二州刺史に任じられた。侍中となり、前軍将軍を兼ねた。天監元年（502年）4月、蕭衍が梁の武帝として即位すると、柳惔は護軍将軍として召された。任を受けないうちに、太子詹事に転じ、散騎常侍の位を加えられた。建国の功績により曲江県侯に封じられた。天監3年（504年）1月、尚書右僕射に転じた。
天監4年（505年）、北伐がおこなわれると、臨川王蕭宏が都督として軍を率い、柳惔がこれを補佐した。軍が帰還すると、僕射に復帰した。天監6年（507年）6月、金紫光禄大夫に転じ、散騎常侍の位を加えられた。使持節・安南将軍・湘州刺史として出向した。10月、湘州で死去した。享年は46。侍中・撫軍将軍の位を追贈された。諡は穆といった。著として『仁政伝』と多くの詩賦を残した。
子の柳昭が曲江県侯の爵位を嗣ぎ、中書郎となった。

## 子女
- 柳昭
- 柳明 - 柳裘の父
- 柳暉 - 柳䛒の父
- 柳映

## 伝記資料
- 『梁書』巻12 列伝第6
- 『南史』巻38 列伝第28